# Joca Marques
Joca Marques is een gemeente in de Braziliaanse deelstaat Piauí. De gemeente telt 5.614 inwoners (schatting 2009).